# Asijské hry

Logo

Asijské hry jsou oblastní mezinárodní sportovní soutěže, pořádané pod patronátem MOV, založené na konferenci sportovců asijských zemí v Dillí roku 1949. Konají se od roku 1951, od roku 1954 každý 4. rok. Jejich předchůdcem byly hry Dálného východu (deset ročníků) a západoasijské hry 1934. Od roku 1986 se konají také Asijské zimní hry.

## Dějiny
Předchůdcem Asijských her byly Hry Dálného východu. Vznikly k prezentaci jednoty a spolupráce mezi Japonskem, Filipínami a Čínou. První hry byly uspořádány v Manile roku 1913. Zanikly v roce 1938 poté, co Japonsko napadlo Čínu. 
Po druhé světové válce některé asijské státy získaly nezávislost. Několik těchto zemí chtělo nový druh akce, při které by převládalo vzájemné porozumění. Během 14. olympijských her roku 1948 se mezi asijskými účastníky prosadil názor o uspořádání Asijských her. Tyto země v roce 1949 založily Federaci Asijských her (Asian Games Federation). Bylo rozhodnuto, že první Asijské hry budou uspořádány v Dillí, v Indii, v roce 1951. Další hry se konaly o tři roky později roku 1954 v Manile na Filipínách a od té doby se konají každé čtyři roky.
Roku 1982 bylo po sporech mezi jednotlivými účastnickými zeměmi rozhodnuto o reorganizaci Federace Asijských her a vznikla nová instituce, Asijský olympijský výbor.
Roku 1994 i přes odpor ze strany některých zemí byly do Asijského olympijského výboru přijaty bývalé sovětské republiky Kazachstán, Kyrgyzstán, Uzbekistán, Turkmenistán a Tádžikistán. Naopak, od her 1976 není Izrael členem OCA (kvůli incidentu na Olympiádě v Mnichově 1972) a nemůže se účastnit Asijských her.
V roce 2018 se na Asijských hrách představí jako ukázkové sporty progaming a kanoepolo, medailovými sporty budou nově bridž, bowling, závody na vodním skútru, kabadi, spoustu druhů asijských bojových sportů, paragliding, závody na kolečkových bruslích a skateboardu nebo sepak takraw.

## Asijské hry – přehled
| Hry              | Město               | Stát           |
| ---------------- | ------------------- | -------------- |
| Asijské hry 1951 | Nové Dillí          | Indie          |
| Asijské hry 1954 | Manila              | Filipíny       |
| Asijské hry 1958 | Tokio               | Japonsko       |
| Asijské hry 1962 | Jakarta             | Indonésie      |
| Asijské hry 1966 | Bangkok             | Thajsko        |
| Asijské hry 1970 | Bangkok             | Thajsko        |
| Asijské hry 1974 | Teherán             | Írán           |
| Asijské hry 1978 | Bangkok             | Thajsko        |
| Asijské hry 1982 | Nové Dillí          | Indie          |
| Asijské hry 1986 | Soul                | Jižní Korea    |
| Asijské hry 1990 | Peking              | Čína           |
| Asijské hry 1994 | Hirošima            | Japonsko       |
| Asijské hry 1998 | Bangkok             | Thajsko        |
| Asijské hry 2002 | Pusan               | Jižní Korea    |
| Asijské hry 2006 | Dauhá               | Katar          |
| Asijské hry 2010 | Kanton              | Čína           |
| Asijské hry 2014 | Inčchon             | Jižní Korea    |
| Asijské hry 2018 | Jakarta a Palembang | Indonésie      |
| Asijské hry 2022 | Chang-čou           | Čína           |
| Asijské hry 2026 | Nagoja              | Japonsko       |
| Asijské hry 2030 | Dauhá               | Katar          |
| Asijské hry 2034 | Rijád               | Saúdská Arábie |

## Medailové pořadí národů
| Pořadí | Stát             | Zlato | Stříbro | Bronz |
| ------ | ---------------- | ----- | ------- | ----- |
| 1.     | Čína             | 1 473 | 994     | 720   |
| 2.     | Japonsko         | 1 032 | 1 037   | 985   |
| 3.     | Jižní Korea      | 745   | 663     | 827   |
| 4.     | Írán             | 179   | 181     | 197   |
| 5.     | Kazachstán       | 155   | 158     | 244   |
| 6.     | Indie            | 154   | 202     | 315   |
| 7.     | Thajsko          | 132   | 175     | 278   |
| 8.     | Indonésie        | 112   | 131     | 240   |
| 9.     | Čínská Tchaj-pej | 99    | 144     | 276   |
| 10.    | Severní Korea    | 91    | 120     | 235   |